# Johnny Barfield

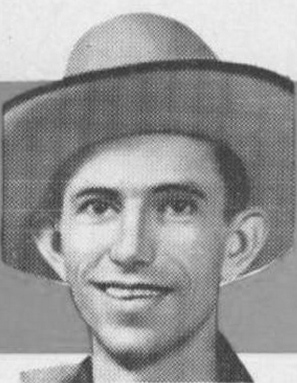
Johnny Barfield

John Alexander „Johnny“ Barfield (* 3. März 1909 in Tifton, Georgia; † 16. Januar 1974) war ein US-amerikanischer Old-Time- und Country-Musiker. Barfield nahm 1939 den ersten Country Boogie mit seiner Version des Songs Boogie Woogie auf.

## Leben
Johnny Barfield wurde 1909 in Georgia geboren. In seiner Jugend spielte er oft als Gitarrist mit seinem Bruder Coot, der Fiddle spielte, an Straßenecken, um sich Geld zu verdienen.
1927 machte Barfield zusammen mit seinem Bruder im Studio von Columbia Records in Atlanta seine ersten Aufnahmen, die jedoch vom Label nicht veröffentlicht wurden. Er machte Bekanntschaft mit Clayton McMichen, der zu dieser Zeit Fiddler bei den Skillet Lickers war. Diese Band aus Atlanta war Mitte und Ende der 1920er-Jahre eine der erfolgreichsten Old-Time-Gruppen und schon bald gehörte Barfield dem näheren Umfeld der Band an und tourte beispielsweise mit ihnen.
Ende der 1920er-Jahre und Anfang der 1930er-Jahre machte Barfield zusammen mit Bert Layne, ebenfalls Mitglied der Skillet Lickers, Aufnahmen für die American Record Corporation und war ab 1931 Mitglied in Clayton McMichens Band, den Georgia Wildcats. Mit ihnen tourte er, bestritt Radioauftritte und wirkte als Gitarrist an Plattenaufnahmen mit. 1932 verließ er die Gruppe jedoch wieder und schlug eine Solokarriere ein. In den 1930er-Jahren war er auf verschiedenen Radiosendern zu hören, beispielsweise bei WGST in Atlanta, und spielte in Bert Laynes Band.
Jedoch konnte Barfield erst 1939 einen Plattenvertrag als Solokünstler bei Bluebird Records erhalten. Seinen ersten Erfolg verzeichnete er gleich mit seiner ersten Platte bei Bluebird, Coverversionen der Songs Boogie Woogie und Everybody’s Tryin’ to Be My Baby. Boogie Woogie war ursprünglich 1928 von dem Pianisten Pinetop Smith aufgenommen worden und gilt als der erste Boogie-Woogie-Song der Musikgeschichte. Ähnlich wie Smith spielte Barfield in einem achttaktigen Akkord-Schema, änderte den Text jedoch ab und begleitete sich selbst lediglich auf der Gitarre. Seine Version gilt als erster Country Boogie und wurde schnell ein Hit an den Jukeboxen.
Barfields Erfolg veranlasste Bluebird dazu, Barfield 1940 erneut in ihr Studio zu holen, wo bei weiteren Sessions unter anderem die Fortsetzung The New 'Boogie Woogie'  entstand. Langfristig gesehen konnte Barfield sich jedoch nicht in der nationalen, neu entstandenen Country-Szene als erfolgreicher Musiker etablieren. Er nahm in den folgenden Jahren weiterhin Platten, unter anderem bei Bullet Records, auf, hatte aber keinen Hit.
Barfield starb 1974.

## Diskografie
Bluebird-Aufnahmen wurden auch bei Montgomery Ward veröffentlicht.
| Jahr                  | Titel                                                                              | #                     | Anmerkungen           |
| Veröffentlichte Titel | Veröffentlichte Titel                                                              | Veröffentlichte Titel | Veröffentlichte Titel |
| --------------------- | ---------------------------------------------------------------------------------- | --------------------- | --------------------- |
| Bluebird Records      |                                                                                    |                       |                       |
| 1939                  | Boogie Woogie / Everybody’s Tryin’ to Be My Baby                                   | BB-8272               |                       |
|                       | When Daddy Played the Old Banjo / In a Sleepy Country Town                         | BB-8300               |                       |
|                       | Don’t Cry My Darlin’/ Why Don’t You Give Me My Memories                            | BB-8318               |                       |
|                       | Old Fiddler Joe / I’m Gonna Ride Til the Sun Goes Down                             | BB-8395               |                       |
|                       | It Ain’t No Good / My Poodle Doodle Dog                                            | BB-8415               |                       |
|                       | Love Me Only / Don’t Take My Memories                                              | BB-8447               |                       |
|                       | Long Tongued Woman / Ain’t It Right                                                | BB-8486               |                       |
|                       | The New Boogie Woogie / That Little Shirt My Mother Made for Me                    | BB-8506               |                       |
|                       | Sleep, Darlin’, Seep On / In the Heart of the City                                 | BB-8586               |                       |
|                       | Heartaches and Tears / Desert Lullaby                                              | BB-8636               |                       |
|                       | Pretty Little Naponee / True to the One I Love                                     | BB-8691               |                       |
|                       | You’ll Want Me to Want You Some Day / It’s a Long Lane That Doesn’t Have a Turning | BB-8782               |                       |
|                       | Highway Hobo / Berry Pickin’ Time                                                  | BB-8830               |                       |